# Junkers Fo 2
Der Junkers Fo 2 war ein Zweitakt-Gegenkolbenmotor der von Hugo Junkers 1913 gegründeten deutschen Firma Junkers Motorenbau GmbH. Er war der erste für ein Fahrzeug vorgesehene Motor mit einer Kraftstoffdirekteinspritzung. Das Patent für diese Bauart war Junkers bereits am 27. September 1907 erteilt worden.
Es handelte sich um einen liegenden, wassergekühlten 6-Zylinder-Motor. Kurbelgehäuse und Kolben waren erstmals aus Leichtmetall gefertigt, die dünnwandigen Zylinderlaufbuchsen aus Stahl. Die beiden Kurbelwellen waren durch einen gerade verzahnten Stirnradsatz miteinander verbunden, von dem auch das Kapselgebläse zur Förderung der Spülluft angetrieben wurde. Der erste Motor in dieser Entwicklungsreihe, der Mo 3, hatte noch vier Zylinder und war für den Betrieb nach dem Dieselverfahren ausgelegt. Er arbeitete mit einer luftlosen Direkteinspritzung des Kraftstoffs in den Brennraum. Die Idflieg zeigte jedoch kein Interesse an einem Flugdieselmotor, noch dazu in dieser waagrecht weit ausladenden Form. Dagegen sah die deutsche Marine für den leistungsstarken Motor gute Möglichkeiten als Antrieb für Schiffe, zum Beispiel Torpedo-Schnellboote. Sie wollte das Aggregat mit Benzin betreiben.
Dazu wurde der Motor von Otto Reuter auf Benzindirekteinspritzung und Fremdzündung umgebaut. Dieser weiter entwickelte und auf sechs Zylinder vergrößerte, jetzt mit Fo 2 bezeichnete Motor brachte bei Prüfstandsläufen am 23./24. Januar 1917 bis 352 kW (475 PS). Da dieser hohen Leistung ein relativ niedriges Gewicht gegenüberstand, war der wassergekühlte Motor mit nur etwa 1,2 kg/PS nicht weit von den Werten der damaligen luftgekühlten Umlaufmotoren entfernt. Das Kriegsende brachte auch für diese vielversprechende Entwicklung, zumindest vorübergehend, ein jähes Ende.
Nach dem Ersten Weltkrieg waren für die Junkers G1 vier Junkers Fo 2 als Antrieb vorgesehen, jedoch musste das Projekt eingestellt werden.

## Technische Daten
- Bohrung: 110 mm
- Hub: 2 × 150 mm
- Hubraum: 17,1 l
- Leistung: 352 kW/475 PS bei 1800 min−1